# Abraham Esau
Robert Abraham Esau (Cyganek, Imperio alemán, 7 de junio de 1884 - Düsseldorf, República Federal de Alemania, 12 de mayo de 1955) fue un físico alemán.
Tras recibir su doctorado en la Universidad de Berlín, Esau trabajó en Telefunken, donde fue pionero en el uso de ondas de muy alta frecuencia en radar, radio y televisión, y fue presidente de la Deutscher Telefunken Verband. Durante la Primera Guerra Mundial, fue prisionero de guerra de los franceses, y fue repatriado a a Alemania en 1919. En 1925, fue nombrado profesor de la Universidad de Jena, donde también ocupó el puesto de rector. Desde 1933 fue el Consejero de Estado de Turingia.
Desde 1937, Esau fue el director de la sección de física del recién creado Consejo de Investigación del Reich (RFR). A partir de 1939 fue profesor de la Universidad de Berlín y presidente del Instituto Físico y Técnico del Reich. Desde esta posición en el RFR, inició el primer encuentro del Club del Uranio a principios de 1939, que supuso el inicio del programa nuclear alemán, que empezó en septiembre de ese año. Cuando el ejército alemán le dio el control del proyecto al RFR en 1942, Esau se convirtió en plenipotenciario de física nuclear y estuvo al mando del proyecto. En 1944, Esau se convirtió en plenipotenciario de ingeniería de alta frecuencia y del grupo de trabajo de radar.
Durante la Segunda Guerra Mundial, Esau fue uno de los físicos con más poder en Alemania. Tras la guerra y hasta 1948, Esau estuvo preso en los Países Bajos. A partir de 1949, Esau fue profesor visitante de tecnología de onda corta en la Universidad Técnica de Aquisgrán, y desde 1953 también fue director del Instituto de Ingeniería de Alta Frecuencia del Instituto de Investigación Aeronáutica de Alemania.

## Educación
Esau nació en Tiegenhagen, en el distrito de Marienburg, en Prusia Occidental. Era hijo de dos menonitas prusianos, Osar Abraham Esau (1861-1945) y Maria Agnes (Regier) Esau (1861-1892). Entre 1902 y 1907, Esau estudió en la Friedrich-Wilhelms-Universität (actualmente, Universidad Humboldt de Berlín) y en la Königliche Technische Hochschule zu Danzig (actualmente, Universidad Tecnológica de Gdansk). Entre 1906 y 1909 fue ayudante docente de Max Wien en Danzig. Recibió su doctorado en la Universidad de Berlín en 1908.

## Carrera

### Primeros años
Entre 1909 y 1910, Esau fue voluntario en la división de transmisión de radio del batallón de telégrafo de Berlín. De 1910 a 1912, fue ayudante docente en la Universidad Martín Lutero de Halle-Wittenberg. Desde 1914, estuvo en el servicio activo en el ejército alemán en Togo, y fue hecho prisionero de guerra de los franceses, lo que no le permitió regresar a Alemania hasta 1918.
Entre 1912 y 1925, Esau sirvió como director del laboratorio de la Gesellschaft für drahtlose Telegraphie (Sociedad de Telégrafo sin Cable) en Berlín. Durante este tiempo, en Telefunken, fue pionero en el uso de ondas de muy alta frecuencia en radar, radio y televisión. En 1921 y 1922 tuvo estancias en Argentina y Brasil. Desde 1925, Esau fue presidente de la Deutscher Telefunken Verband.
En 1925, Esau comenzó su asociación con la Universidad Friedrich Schiller de Jena. Entre 1925 y 1927, fue profesor extraordinario de física técnica, y de 1927 a 1939 fue profesor ordinario de física técnica y director del departamento. Fue rector de 1932 a 1935 y en 1937. Esau fue también el supervisor de Lothar Rohde y de Hermann Schwarz, que más tarde fundarían la compañía Rohde & Schwarz, en 1933 durante su doctorado en la Universidad de Jena.
En octubre de 1933, Esau se convirtió en Staatsrat (Consejero de Estado) en Turingia, cargo que ocupó hasta el final de la Segunda Guerra Mundial. Esto le dio acceso directo a Adolf Hitler.
Por iniciativa de Erich Schumann, el Reichsforschungsrat (RFR, Consejo de Investigación del Reich) fue inaugurado el 16 de marzo de 1937 por el ministro del Reich Bernhard Rust, del Reichserziehungsministerium (REM, Ministerio de Educación del Reich). El RFR fue creado para centralizar la planificación de toda la investigación básica y aplicada en Alemania, con excepción de la investigación aeronáutica, que estaba bajo la supervisión del mariscal del Reich Hermann Göring. El apoyo a la investigación lo decidían los directores de las 13 secciones especiales del RFR (Fachspatenleiter). Esau fue miembro del RFR desde su concepción, y fue director de la sección de física (Fachspatenleiter für Physik), que incluía además matemáticas, astronomía y meteorología. Desde este puesto en el RFR, jugó un papel fundamental en el programa nuclear alemán, en ocasiones llamado Uranverein (Club del Uranio).
En 1938, Esau fue nombrado profesor de tecnología de telecomunicaciones militares en la Facultad de Ingeniería Militar, que había sido fundada recientemente en la Universidad Técnica de Berlín, en Charlottenburg.
Entre 1939 y 1945, Esau fue profesor ordinario en la Universidad de Berlín y presidente del Physikalisch-Technische Reichsanstalt (PTR, Instituto Físico y Técnico del Reich, actualmente Physikalisch-Technische Bundesanstalt). Al mismo tiempo, fue profesor visitante en la Technische Akademie Bergisch-Land (Academia Técnica del Condado del Monte). Además, durante este mismo periodo, Esau fue presidente de la Deutsche Gemeinschaft zur Erhaltung und Förderrung der Forschung (Asociación Alemana para el Apoyo y el Avance de la Investigación Científica), también conocido como Deutsche Forschungs-Gemeinschaft (DFG), que hasta 1937 llevaba el nombre de Notgemeinschaft der Deutschen Wissenschaft (NG; Asociación de Emergencia de la Ciencia Alemana).

### Segunda Guerra Mundial y elUranverein
Poco después del descubrimiento de la fisión nuclear en diciembre de 1938/enero de 1939, el Uranverein, o programa nuclear alemán tuvo su inicio en abril de 1939 antes de formarse una segunda vez bajo la Heereswaffenamt en septiembre de ese mismo año.
Primer Uranverein 
Paul Harteck era el director del departamento de química física de la Universidad de Hamburgo y consejero de la Heereswaffenamt. El 24 de abril de 1939, junto con su ayudante docente Wilhelm Groth, Harteck entró en contacto con el Reichskriegsministerium (RKM, Ministerio de Guerra del Reich) para alertarles sobre el potencial de las aplicaciones militares de las reacciones nucleares en cadena. Dos días antes, el 22 de abril de 1939, tras escuchar un coloquio de Wilhelm Hanle sobre el uso de la fisión de uranio en una Uranmaschine (máquina de uranio, es decir, reactor nuclear), Georg Joos, junto con Hanle, informó a Wilhelm Dames, en el Reichserziehungsministerium (REM, Ministerio de Educación del Reich), de potenciales aplicaciones militares de la energía nuclear. La comunicación fue transmitida a Abraham Esau, director de la sección de física del Reichsforschungsrat (RFR, Consejo de Investigación del Reich) del REM. El 29 de abril, se reunió un grupo organizado por Esau para discutir el potencial de una reacción nuclear en cadena sostenida. El grupo incluía a los físicos Walther Bothe, Robert Döpel, Hans Geiger, Wolfgang Gentner (probablemente enviado por Walther Bothe), Wilhelm Hanle, Gerhard Hoffmann, y Georg Joos. Peter Debye estaba invitado, pero no asistió. Tras esto, empezó el trabajo informal en la Universidad de Gotinga por parte de Joos, Hanle y su colega Reinhold Mannfopff. Este grupo de físicos fue conocido informalmente como el primer Uranverein (Club del Uranio) e informalmente como Arbeitsgemeinschaft für Kernphysik. El trabajo del grupo se detuvo en agosto de 1939, cuando los tres fueron llamados al entrenamiento militar.
Segundo Uranverein 
El segundo Uranverein comenzó después de que la Heereswaffenamt sacara el Reichsforschungsrat del Reichserziehungsministerium y comenzara el proyecto de energía nuclear alemán formal bajo el auspicio del ejército. El segundo Uranverein se formó el 1 de septiembre de 1939, el día que empezó la Segunda Guerra Mundial, y tuvo su primer encuentro el 16 de septiembre de 1939. La reunión fue organizada por Kurt Diebner, asesor de la HWA, y tuvo lugar en Berlín. Los invitados incluyeron a Walther Bothe, Siegfried Flügge, Hans Geiger, Otto Hahn, Paul Harteck, Gerhard Hoffmann, Josef Mattauch y Georg Stetter. Una segunda reunión tuvo lugar poco después e incluyó a Klaus Clusius, Robert Döpel, Werner Heisenberg y Carl Friedrich von Weizsäcker. También en este tiempo, el Kaiser-Wilhelm Institut für Physik (KWIP, Instituto de Física Kaiser Wilhelm, que tras la Segunda Guerra Mundial pasó a llamarse Instituto Max Planck de Física), en Dahlem, pasó también a estar bajo gestión militar, con Diebner como director administrativo, y comenzó el control militar sobre la investigación nuclear.
Cuando parecía que el programa de energía nuclear no haría una contribución decisiva a finalizar la guerra a corto plazo, se devolvió el KWIP en enero de 1942 a su organización paraguas, la Kaiser-Wilhelm Gesellschaft (KWG, Sociedad Kaiser Wilhelm, tras la guerra la Max-Planck Gesellschaft), y el control de la HWA sobre el proyecto regresó al RFR en julio de 1942. Desde entonces, el proyecto de energía nuclear se mantuvo con la categoría kriegswichtig (importante para la guerra) y el ejército continuó financiándolo.
El 9 de junio de 1942, Adolf Hitler emitió un decreto para la reorganización del RFR como una entidad legal separada bajo la autoridad del Reichsministerium für Bewaffnung und Munition (RMBM, Ministerio del Reich para el Armamento y la Munición; tras el otoño de 1943, Ministerio del Reich para el Armamento y la Producción de Guerra). El mismo decreto nombró al mariscal del Reich Hermann Göring como presidente. La reorganización tuvo lugar por iniciativa del Ministro del Reich para el Armamento y la Munición Albert Speer. Era necesario ya que el RFR bajo la dirección del ministro Bernhard Rust era ineficaz y no conseguía su propósito.  Se esperaba que Göring pudiera dirigir el RFR con la misma disciplina y eficiencia que había tenido en el sector de la aviación. El 8 de diciembre de 1942, Abraham Esau fue nombrado Bevollmächtiger (plenipotenciario) de Göring para la investigación en física nuclear en el RFR. En aquel momento, Esau estaba a cargo del programa nuclear alemán. A finales de 1943, Esau dimitió como plenipotenciario de física nuclear, y en diciembre de ese año Walther Gerlach le reemplazó en este puesto y como director de la sección de física del RFR. El 1 de enero de 1944, Esau reemplazó a Johannes Plendl omo plenipotenciario de ingeniería de alta frecuencia y del grupo de trabajo de radar (A. G. Hochfrequenzphysik). A la postre, colocar el RFR bajo la administración de Göring tuvo poco impacto en el programa nuclear alemán.
Con el tiempo, la HWA y más tarde el RFR controlaron el programa nuclear alemán. Los papeles más influyentes los tuvieron Erich Schumann, Abraham Esau, Walther Gerlach y Kurt Diebner. Durante la Segunda Guerra Mundial, Esau fue uno de los físicos más poderosos e influyentes de Alemania. Incluso después de que dejara su puesto como plenipotenciario de física nuclear y como dirección de la sección de física del RFR a finales de 1942, continuó teniendo una autoridad e influencia significativas como presidente del Physikalisch-Technische Reichsanstalt, como prueba el hecho de que pudo continuar los esfuerzos de investigación para el Urainverein bajo el mayor nivel de prioridad para proyectos de desarrollo urgente (Dringlichkeitsentwicklung, DE).

### Tras la Segunda Guerra Mundial
Tras la guerra, Estados Unidos entregó a Esau a los Países Bajos para ser sometido a juicio por su participación en el expolio de las instalaciones de investigación de la empresa de electrónica Philips. Fue absuelto y expulsado en 1948. Más tarde, fue juzgado y condenado in absentia, aunque sin condena, ya que los Países Bajos no podían reclamar legalmente por los daños de Alemania.
Gracias al apoyo de Leo Brandt, un político de ciencia de Renania del Norte-Westfalia, Esau pudo regresar a la comunidad científica alemana. Desde 1949, Esau fue profesor visitante de tecnología de onda corta en la Universidad Técnica de Aquisgrán. A partir de 1953, fue también director del Instituto de Ingeniería de Alta Frecuencia del Instituto de Investigación Aeronáutica de Alemania en Mülheim an der Ruhr.
Esau murió en Düsseldorf, donde vivía en el segundo piso de Schlossstrass 5. Tras su muerte, se trasladó allí su hija, Dr. Voss.

## Reconocimientos
En 1954, recibió un doctorado honorario de la Universidad de Friburgo por su trabajo sobre la diatermia.
También en 1954, el político de ciencia de Renania del Norte-Westfalia, Leo Brant, nominó a Esau para una medalla de reconocimiento. Este premio no se realizó debido a la intervención del físico Max von Laue, que señaló a Esau como representante del nacionalsocialismo.

## Informes internos
Los siguientes informes se publicaron en los Kernphysikalische Forschungsberichte (Informes de Investigación en Física Nuclear), una publicación interna del Uranverein. Los informes se clasificaron como alto secreto, tuvieron una distribución muy limitada y a sus autores no se les permitió mantener copias. Los informes fueron confiscados durante la Operación Alsos de los Aliados y fueron enviados a la Comisión de Energía Atómica de Estados Unidos para su evaluación. En 1971, los informes se desclasificaron y volvieron a Alemania. Tras ello, están disponibles en el Instituto Tecnológico de Karlsruhe y en el American Institute of Physics.
- Abraham Esau Herstellung von Leuchtfarben ohne Anwendung von Radium G-213 (5 de mayo de 1943)
- Abraham Esau Einleitung G-214 (5 de mayo de 1943)

## Publicaciones
- Abraham Esau Weltnachrichtenverkehr und Weltnachrichtenmonopole (Fischer, 1932)
- Abraham Esau 375 Jahre Universität Jena (Fischer, 1933)
- Abraham Esau Die Entwicklung der deutschen drahtlosen Nachrichtentechnik (Fischer, 1934)
- Abraham Esau Einführung zu den Berichten der Herren Frhr von Handel und Plendl (Oldenbourg, 1939)
- Abraham Esau Elektrische Wellen im Zentimetergebiet (Oldenbourg, 1940)
- Abraham Esau Werner von Siemens (de Gruyter, 1943)
- Abraham Esau Ortung mit elektrischen und Ultraschallwellen in Technik und Natur (Westdt. Verl., 1953)
- Abraham Esau Der Ultraschall und seine technischen Anwendungen (Westdt. Verl., 1955)